# 호소노촌 (와카야마현)
호소노촌(細野村)은 와카야마현 가이소군에 있던 촌이다. 

## 역사
- 1889년 4월 1일 - 정촌제 시행에 의해 7개 촌의 구역을 가지고 성립하였다.
- 1896년 4월 1일 - 아마군, 나구사군과 합병해 가이소군이 되었다.
- 1957년 8월 1일 - 미사토정의 일부, 모모야마정의 일부에 편입해, 동일 호소노촌은 폐지되었다.

## 참고문헌
- 角川日本地名大辞典 30 和歌山県